# Krigsskadeståndsskonaren Vega
Krigsskadeståndsskonaren Vega är ett tremastat skolskepp och krigsskadeståndsskonare, byggd i trä och riggad som skonertskepp, som Finland 1952 levererade till Sovjetunionen som en del av krigsskadeståndet efter Fortsättningskriget. Omkring 20 % av skadeståndet utgjordes av sammanlagt över 500 nybyggda fartyg, av dem 91 stycken 300 tons-skonare.
Vega togs ur bruk 1979 och togs upp på slip 1986. Estlands sjöfartsmuseum hade för avsikt att sanera henne, men arbetet kom aldrig i gång på allvar. Skonaren var dåligt skyddad och började förfalla. Från finländskt håll planerades olika sätt att rädda Vega, men många hinder tillstötte.
Efter sonderingar och underhandlingar med Estlands sjöfartsmuseum beslöt Jakobstads Gamla Hamn Ab att grunda en stiftelse, som den 3 juni 1996 registrerades med namnet Vega-stiftelsen. Vega stod på slip i slutet av 1990-talet när renoveringen av skeppet påbörjades. Då var avsikten att skonaren skulle segla. Omfattningen av renoveringen visade sig vara övermäktig. De flesta av spanten var ruttna och måste förnyas, ett arbete som var slutfört i förskeppet 2007.
År 2012 tog Vega-stiftelsen beslutet att Vega inte mera kommer att segla. Skonaren ska ställas ut i en egen hall, likt regalskeppet Vasa i Stockholm, som en representant för sin tids skicklighet att bygga fartyg av inhemskt trä med innovativa material och produktionstekniker. Skonaren Vega finns att beskåda i Gamla Hamn, på Skeppsgården i Jakobstad Finland.
Stiftelsen vill väcka allmänhetens, speciellt ungdomens, intresse för fartyget och för de historiska värden skeppet representerar.
Med Tallinn som hemhamn har Vega fungerat som ett skolfartyg för Sovjets handelsflotta. På Vega har således estniska sjömän fått sin utbildning.

## Tekniska data
Vega är byggd av furu med limbalkteknik på Oy Laivateollisuus Ab:s varv i Åbo. Färdig 1952.
- Längd, skrov 43,57 m
- Längd, största (inkl. bogspröt) 51,70 m
- Bredd 9,10 m
- Djupgång 3,45 m
- Segelarea, olika versioner 715/822/834/840 m²
- Huvudmotor 3-cyl. June-Munktell 225 ahk
- Fart med motor 7,5 knop
- Fart med segel 8,0 knop
- Besättning 50 personer